# Balkánský svaz

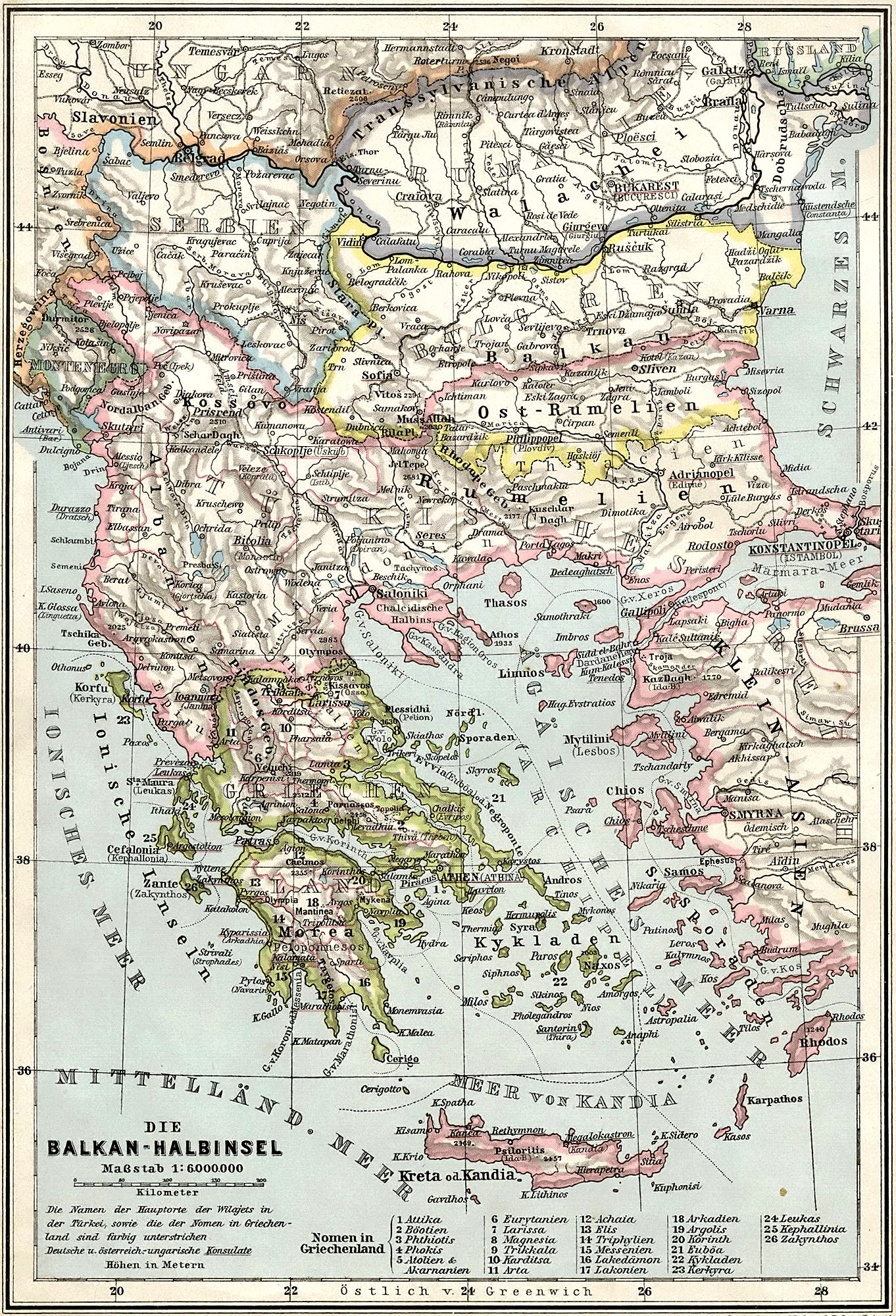
Mapa Balkánu v době vzniku svazu před balkánskými válkami

Balkánský svaz (bulharsky Балкански съюз Balkanski sŭyuz, řecky Βαλκανική Συμμαχία Balkaniki Symmachia, srbsky Балкански савез Balkanski savez) nebo Balkánský blok byl vojensko-politický blok Bulharska, Srbska, Řecka a Černé Hory v letech 1912 - 1913, který vznikl z iniciativy bulharského cara Ferdinanda I. a byl zaměřen proti Osmanské říši (nepřímo i proti Rakousko-Uhersku). V říjnu 1912 spustil první balkánskou válku a s jejím koncem i zanikl.